# Основоположні права і свободи

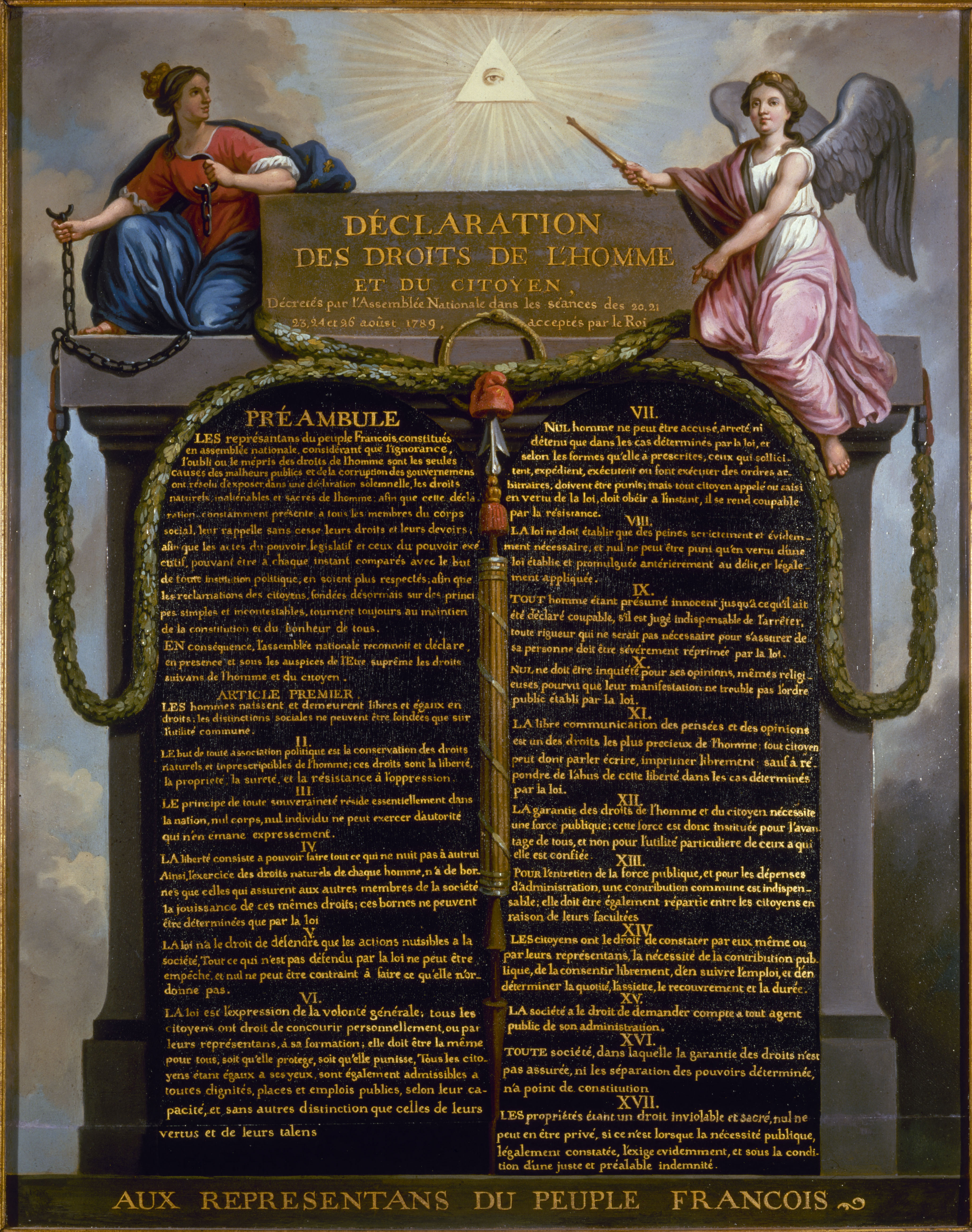
Французька декларація прав людини і громадянина 1789 року

Основоположні права і свободи — гарантовані державою права її громадян. Ці права та свободи вважають найважливішими в державі, вони обумовлюють зміст інших прав і свобод громадян.

## Історія

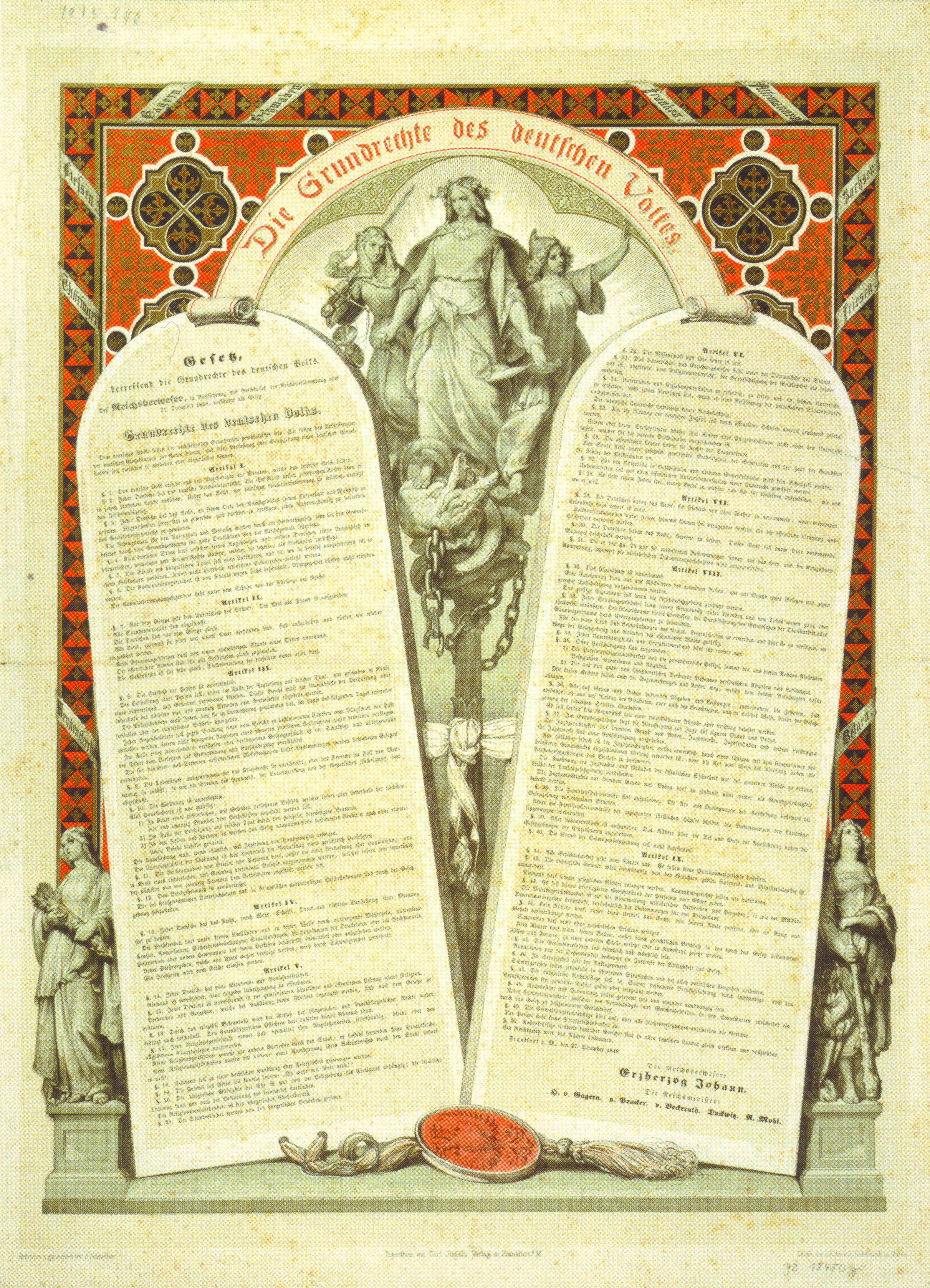
Основні права німецького народу, розфарбована літографія, Франкфурт-на-Майні, 1848 рік

Коріння основоположних прав і свобод вбачають в Великій хартії вольностей 1215 року, яка обмежила королівську владу в Англії та надала певний мінімум правового захисту проти свавілля владоможців. Наступним великим кроком був Habeas Corpus Act 1679 року, який письмово зафіксував захист від довільного арешту. В 1689 році англійський парламент ухвалив Білль про права, який окрім обмежень політичної влади короля, забороняв арешт без рішення суду.
Французька Декларація прав людини і громадянина 1789 року проголошувала свободу, рівність, свободу віросповідання, свободу думки, священність права власності та інше.
Декларація незалежності США заявляє і гарантує право на життя, невідчужуваними правами стали свобода і прагнення до щастя. Перші десять поправок до американської конституції (відомі як Білль про права, набули чинності в 1791 році) у сукупності вперше зафіксували перелік основоположних прав і свобод у сучасному розумінні. І сьогодні в американській судовій практиці на ці поправки спираються як на беззаперечні підстави чи аргументи.

## Співвідношення основоположних прав і свобод та загальних прав людини
Основоположні права та свободи тісно пов'язані з ідеєю прав людини, яка сама має філософське коріння в ідеї природних прав. Права людини вважаються природними, а не створеними за допомогою правотворчості. Основоположні права та свободи зазвичай визначають як «безпосередньо чинні норми права», тобто викладення прав людини у формі позитивного права.
Іноді основоположні права та свободи визначають як ті, що залежать від громадянства. Загальна декларація прав людини, Міжнародний пакт про громадянські та політичні права, Міжнародний пакт про економічні, соціальні та культурні права є важливими джерелами прав людини, але вони є тільки деклараціями та побажаннями й самі собою не мають сили юридичної норми чи припису навіть на території тих країн, які до них приєднались (якщо відповідні права не будуть захищатись в національному законодавстві).

## Правові джерела
Зазвичай основоположні права та свободи сформульовані в конституції відповідної держави. Наприклад, основоположні права містить Основний закон ФРН, Федеральна конституція Швейцарії, конституція Азербайджану та багато інших. Конституція України не містить термін «основоположні права та свободи», але використовує схоже поняття «конституційні права і свободи».
Основоположні права можуть також містити інші закони або міжнародні договори. Європейська Конвенція про захист прав людини і основоположних свобод стала джерелом відповідних прав для громадян тих країн, які приєднались до неї. В Україні важливим документом став Указ Президента України «Про затвердження Національної стратегії у сфері прав людини».
Хартія основних прав Європейського Союзу виконує відповідну роль з 1 грудня 2009 року — з моменту набрання чинності Лісабонським договором.

## Національні особливості
В США основоположними (фундаментальними) вважають права людей, які гарантує уряд. Ці права перелічені в Конституції США, а Верховний Суд США визнав їх «фундаментальними». Певні штати можуть додатково гарантувати інші права як фундаментальні. Тобто штати можуть саме розширити, але не можуть звузити перелік або обмежити основоположні права.
Відповідно до преамбули чинної Конституції Франції (1958 року) принципи Декларації прав людини і громадянина 1789 року мають сьогодні конституційну силу. Багато законів та інших нормативних актів були скасовані, оскільки, на думку Конституційної Ради Франції та Державної Ради, вони не узгоджувались з Декларацією.

### В Україні
В Національній стратегії у сфері прав людини перелічені такі напрями:
- Забезпечення права на життя
- Протидія катуванням, жорстокому, нелюдському або такому, що принижує гідність, поводженню чи покаранню
- Забезпечення права на свободу та особисту недоторканність
- Забезпечення права на справедливий суд
- Забезпечення свободи думки та слова, вираження поглядів і переконань, доступу до інформації та вільного розвитку особистості
- Забезпечення свободи мирних зібрань та об'єднань
- Забезпечення права на участь в управлінні державними справами та у виборах
- Попередження та протидія дискримінації
- Забезпечення рівних прав та можливостей жінок і чоловіків
- Протидія гендерному насильству, торгівлі людьми та рабству
- Протидія домашньому насильству
- Забезпечення прав корінних народів і національних меншин
- Забезпечення права на працю та соціальний захист
- Забезпечення права на охорону здоров'я
- Створення умов для розвитку підприємницької діяльності
- Забезпечення права на освіту
- Забезпечення права на приватність
- Забезпечення прав дитини
- Забезпечення прав біженців та осіб, які потребують додаткового захисту, а також іноземців та осіб без громадянства, які на законних підставах перебувають в Україні
- Забезпечення прав учасників антитерористичної операції
- Захист прав внутрішньо переміщених осіб
- Ужиття необхідних заходів для захисту прав осіб, які проживають на тимчасово окупованій території України
- Забезпечення прав громадян України, які проживають у населених пунктах Донецької та Луганської областей, на території яких органи державної влади тимчасово не здійснюють або здійснюють не в повному обсязі свої повноваження
- Звільнення заручників та відновлення їхніх прав

За кожним з напрямів викладені сутність права та проблем, сформульовані «Стратегічна мета» та «Очікувані результати».